# سمعنا الملائكة من الأعلى
سمعنا الملائكة من الأعلى (بالإنجليزية: Angels We Have Heard on High)‏ هي ترنيمة عيد ميلاد مسيحية فرنسية الأصل، الترنيمة هي عن قصة ولادة المسيح في بيت لحم المستمدة من إنجيل لوقا وألتي تتكلم عن قيام الملائكة بالترنيم لولادة المسيح بمقولتهم الشهيرة المجد لله في العلى وعلى الأرض السلام وللناس المسرة، وهي من تأليف جيمس تشادويك وإدوارد بارنس.